# Lhotka u Radnic
Lhotka u Radnic – gmina w Czechach, w powiecie Rokycany, w kraju pilzneńskim. Według danych z dnia 1 stycznia 2014 liczyła 66 mieszkańców.